# 景安陵
景安陵是中国南北朝时齐武帝萧赜的陵墓，位于江苏省丹阳市前艾乡田家村。陵墓南向，已平。陵前存石兽一对，东为天禄，西为麒麟。天禄长3.15米，高2.8米，颈高1.55米，体围3米；麒麟长2.7米，现高2.2米，颈高1.4米，体围2.51米。形体略小于天禄，已残。

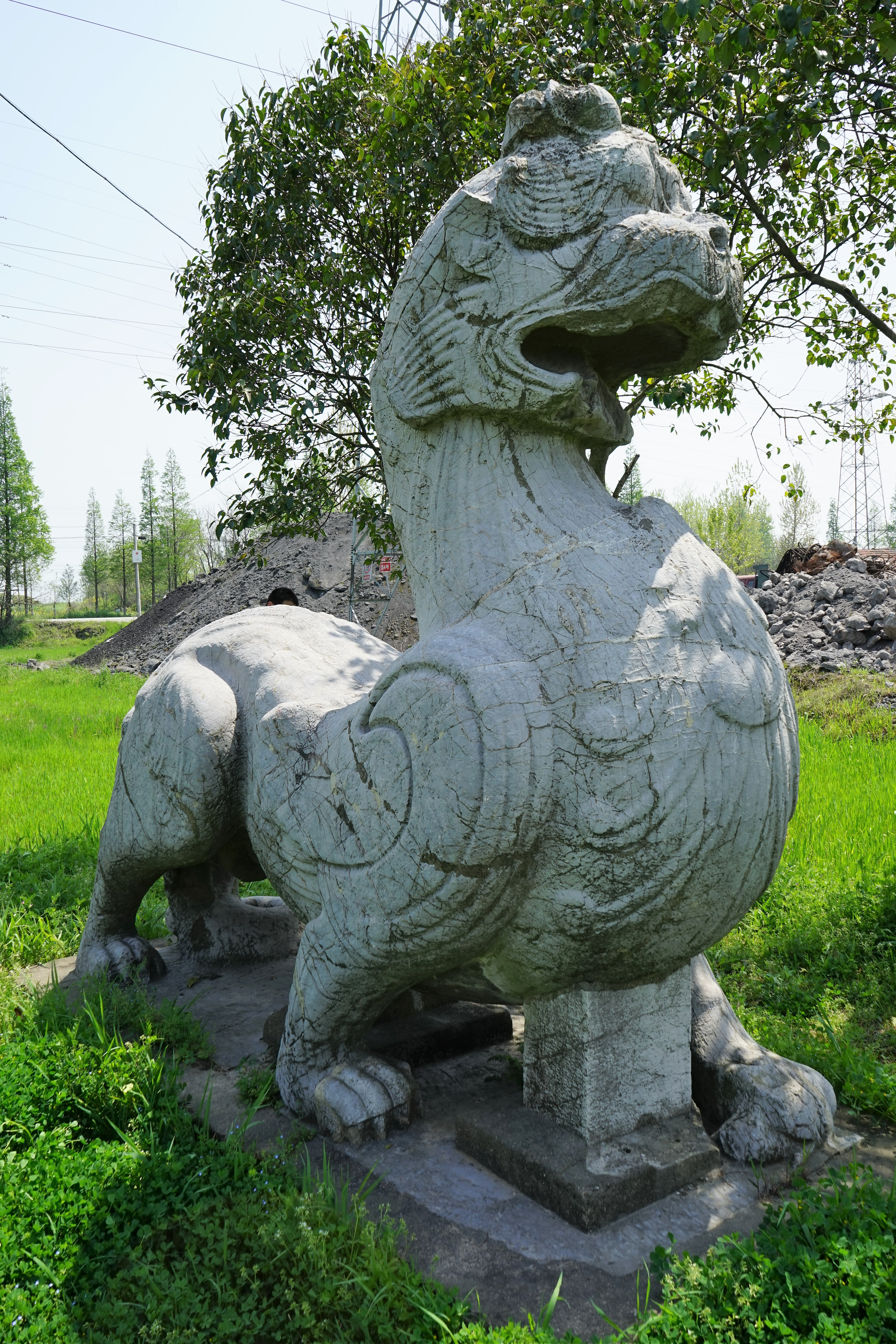
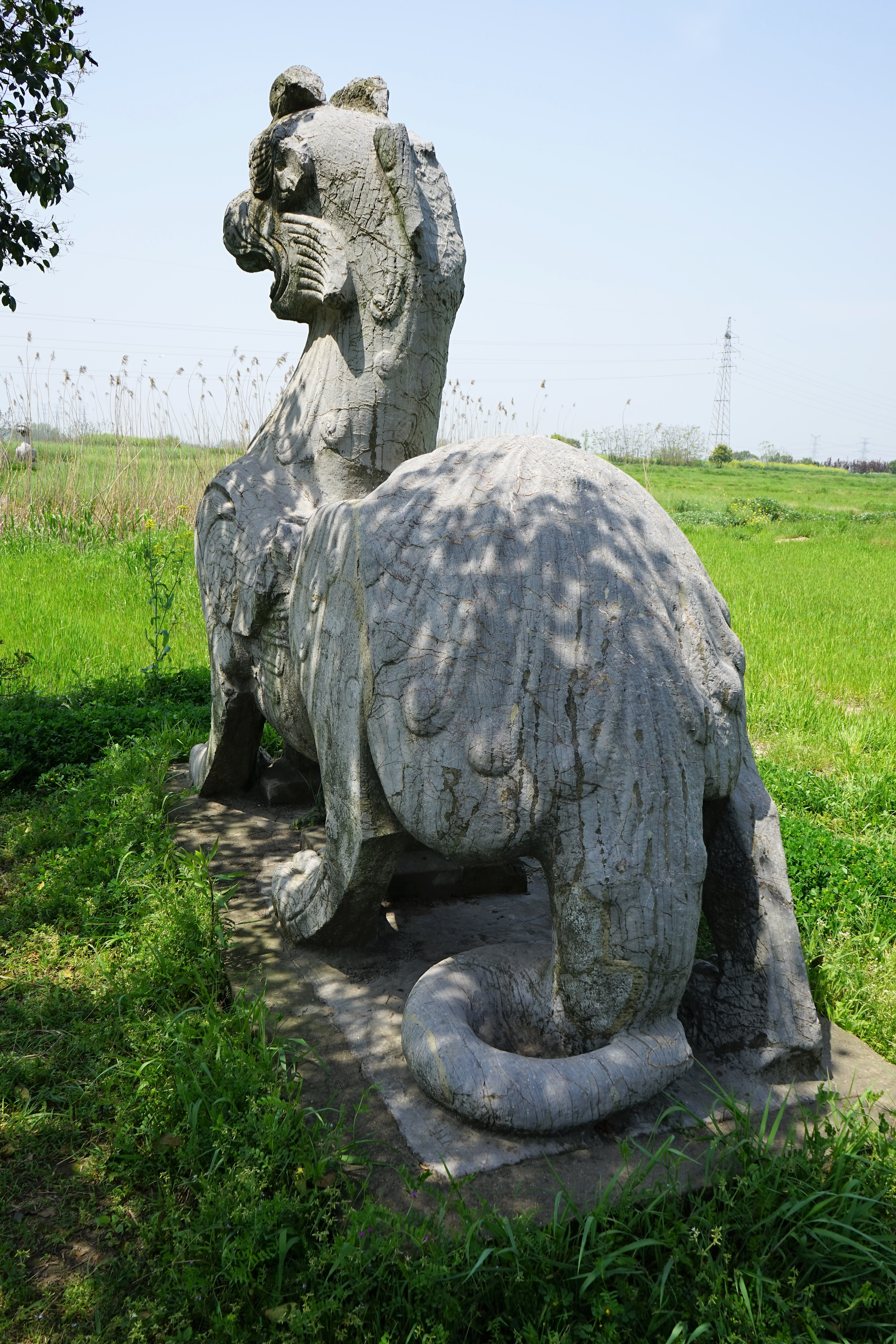
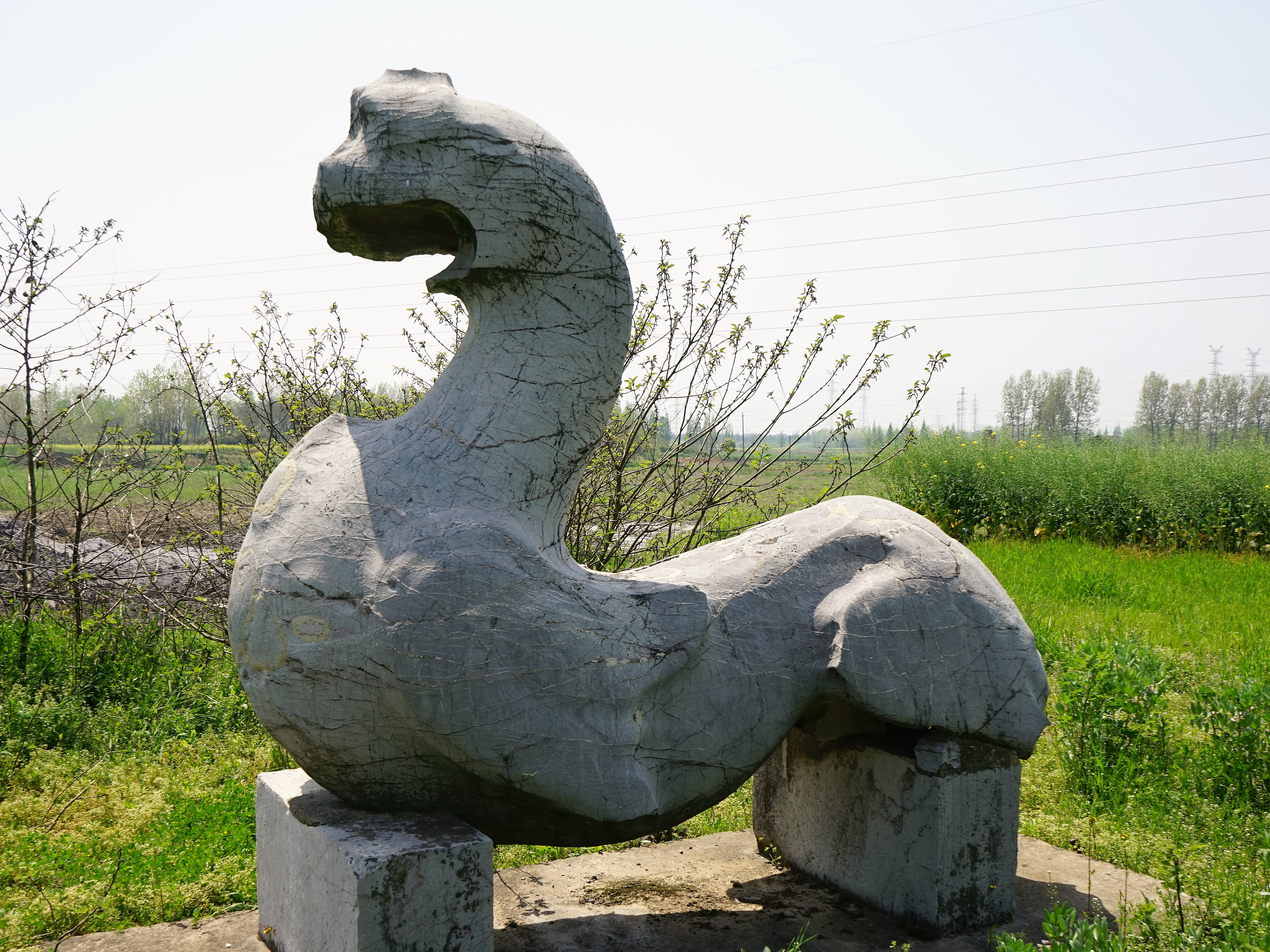
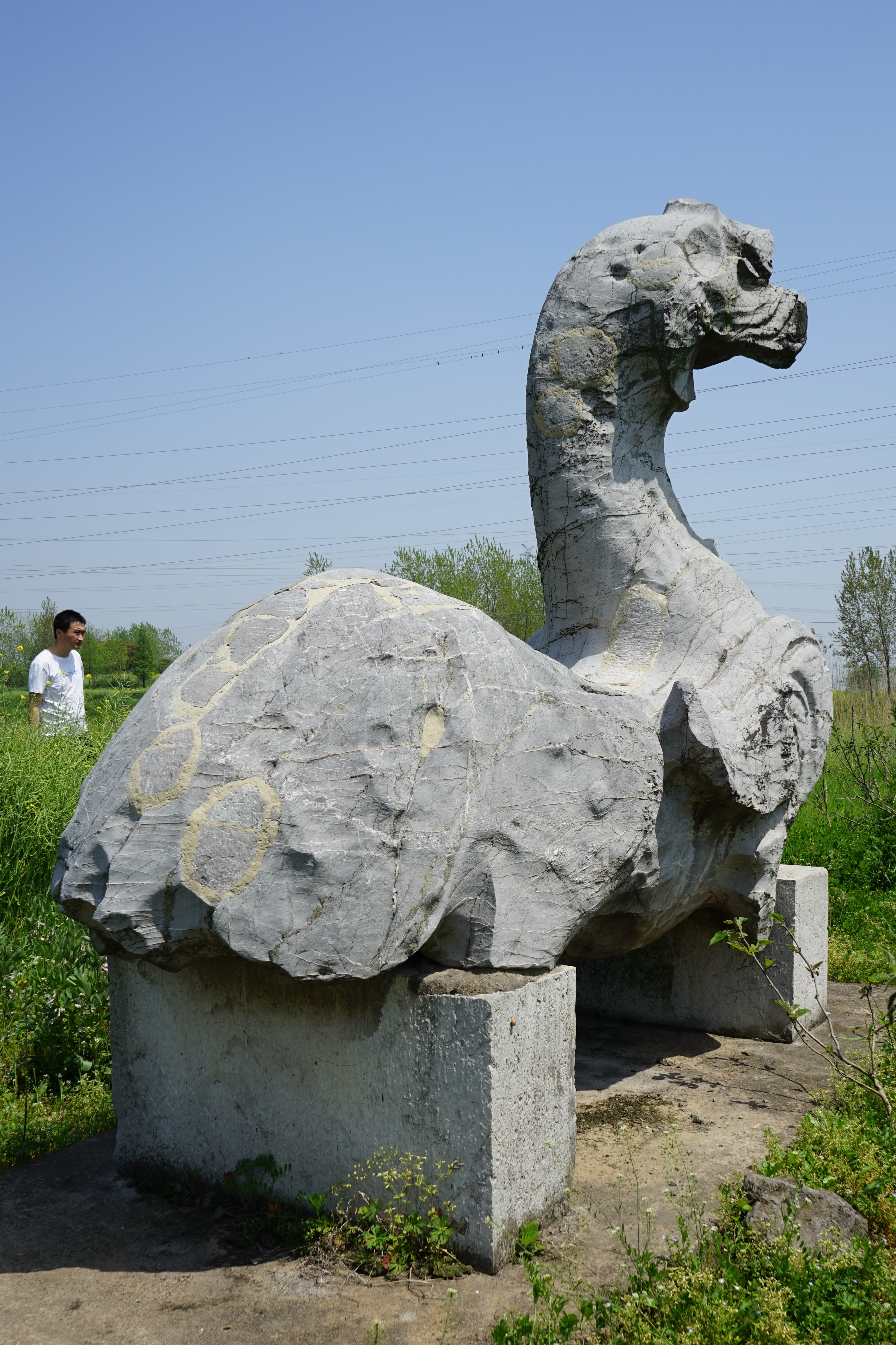
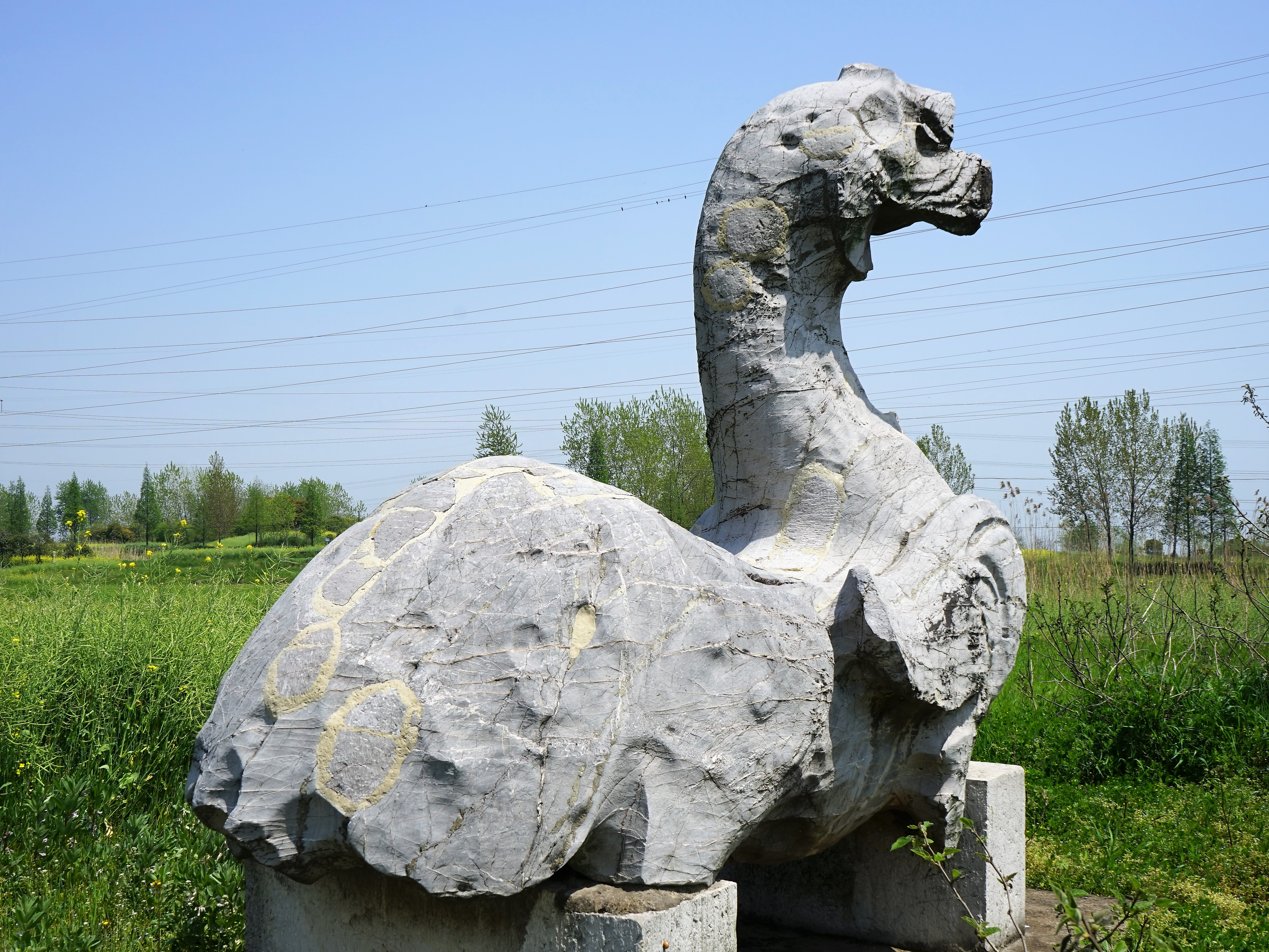
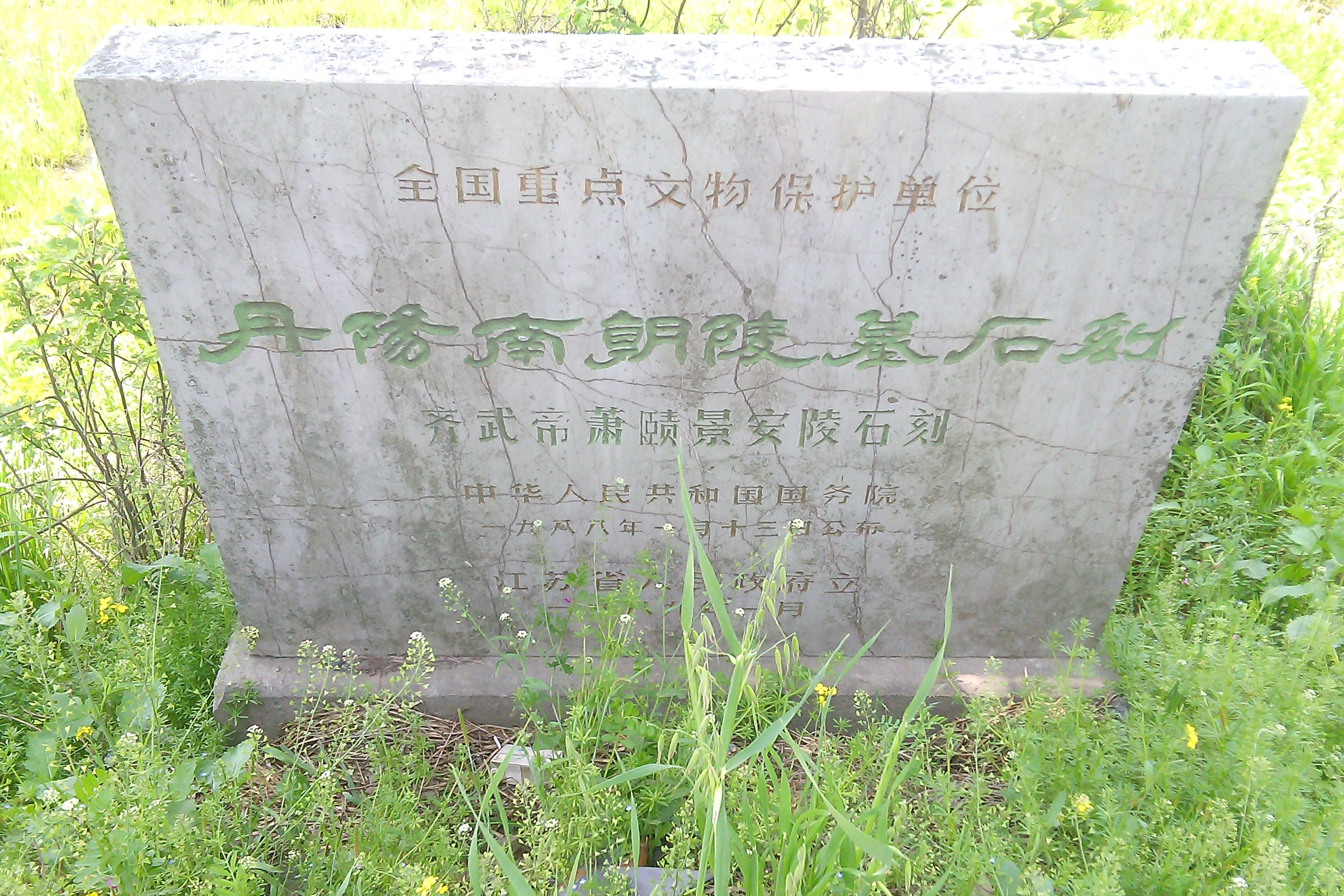
国保碑
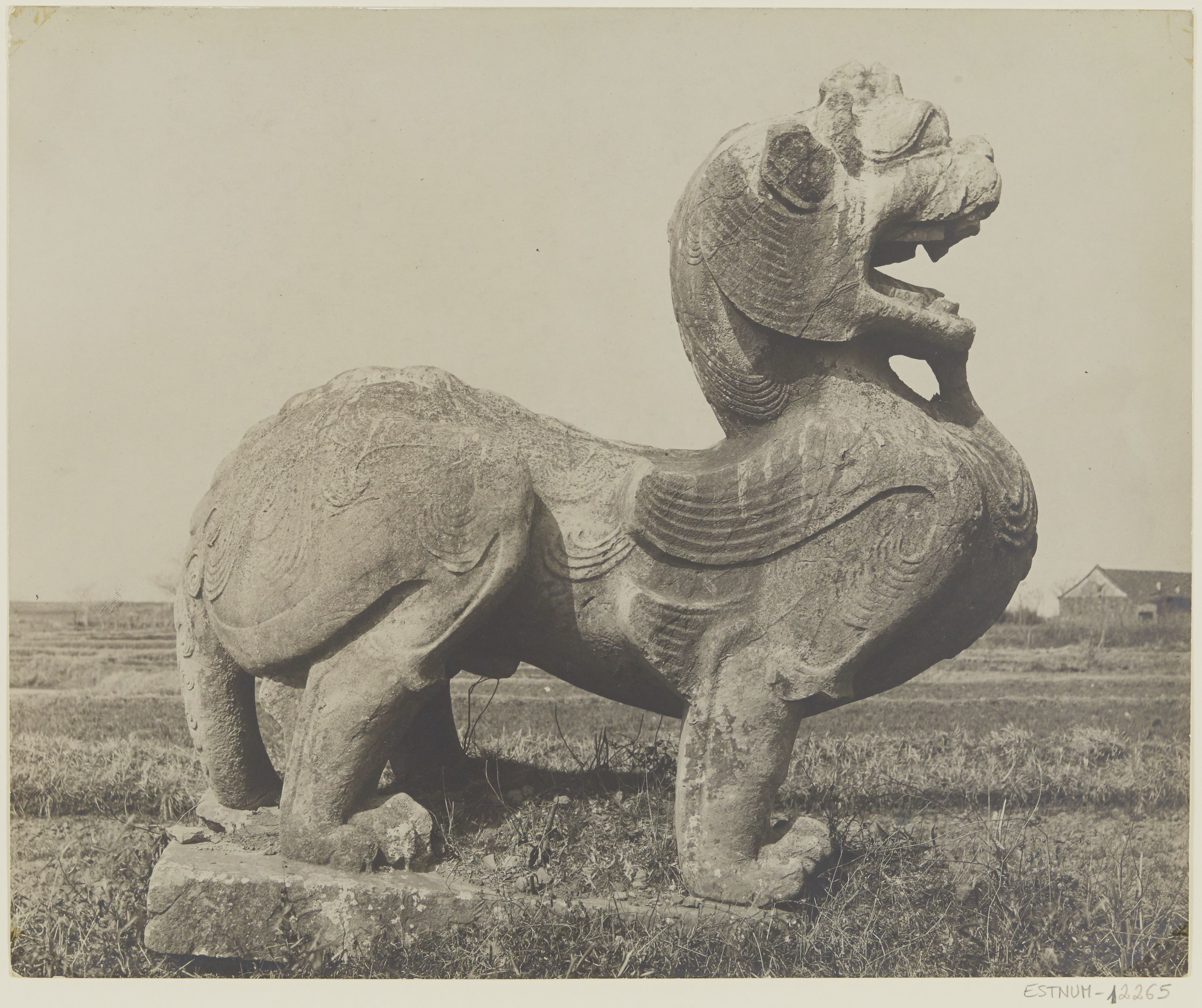
法国人谢阁兰摄于1917年